# Сквозники
Сквозники — село в составе Чемашихинского сельсовета Краснобаковского района Нижегородской области.
Располагается на правом берегу реки Ветлуги.
В селе имеется памятник градостроительства и архитектуры Церковь Михаила Архангела, построенная в XVIII веке.

## Население
| 2002 | 2010 |
| ---- | ---- |
| 29   | ↘16  |